# Tome (Miyagi)
Tome (jap. 登米市 Tome-shi) ist eine Stadt in der Präfektur Miyagi auf Honshū, der Hauptinsel von Japan.

## Geographie
Tome liegt ca. 70 km nördlich von Sendai, der Präfekturhauptstadt. Der Kitakami durchfließt die Stadt.

## Geschichte
Die Stadt wurde am 1. April 2005 aus den Gemeinden Tome (登米町, -machi), Tōwa (東和町, -machi), Nakada (中田町, -machi), Toyosato (豊里町, -machi), Yoneyama (米山町, -machi), Hasama (迫町, -machi), Ishikoshi (石越町, -machi), Minamikata (南方町, -machi) des Landkreises Tome und Tsuyama (津山町, -machi) des Landkreises Motoyoshi gegründet. Der Landkreis Tome wurde daraufhin aufgelöst.

## Verkehr
- Straße:
  - Tōhoku-Autobahn

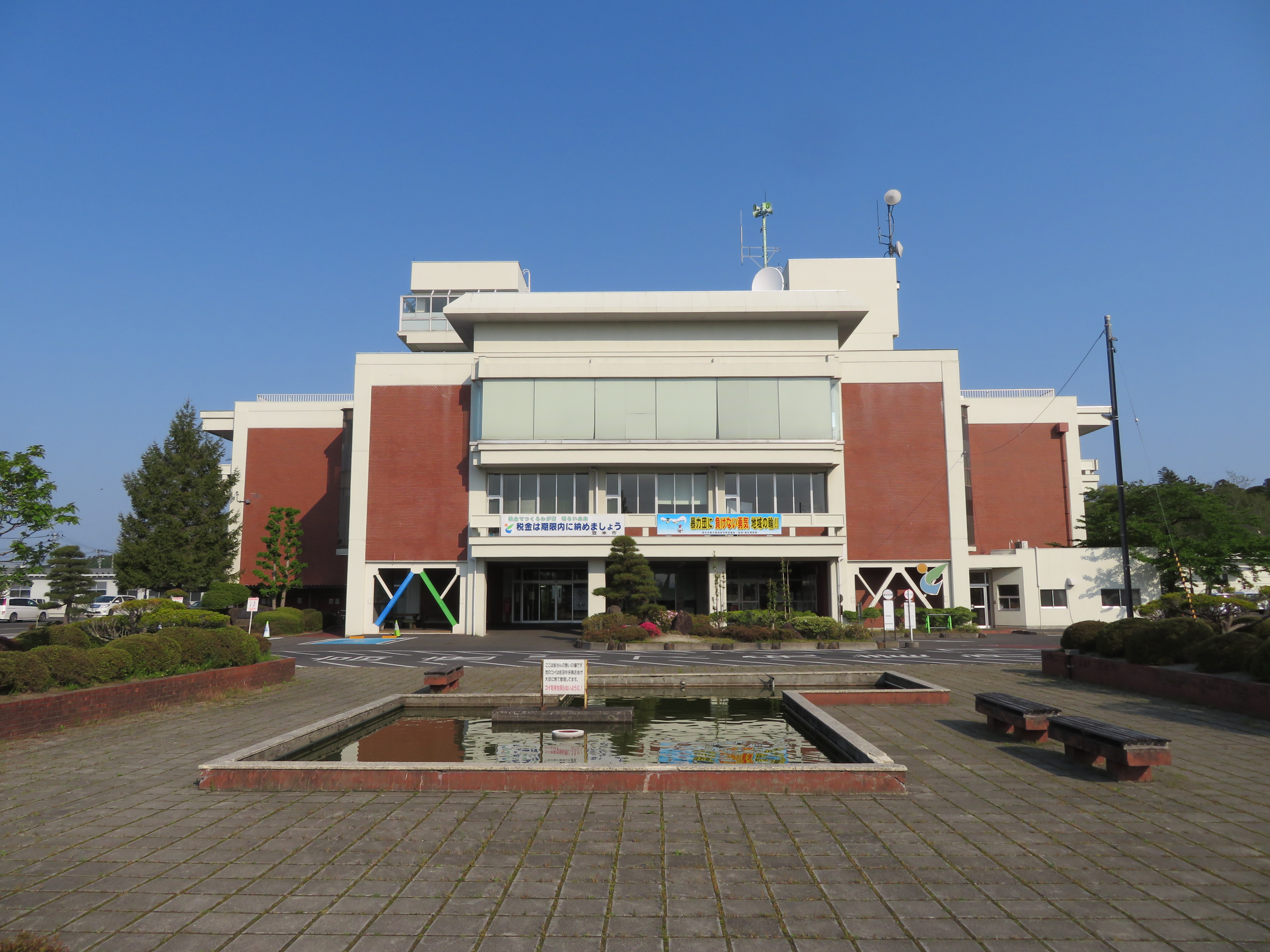
Hauptgebäude des Rathauses von Tome

  - Nationalstraße 4, nach Tokio bzw. Aomori
  - Nationalstraße 45, 342, 346, 398, 456
- Zug:
  - JR Tōhoku-Hauptlinie

## Söhne und Töchter der Stadt
- Shōtarō Ishinomori (1938–1998), Manga-Zeichner
- Katsuhiro Otomo (* 1954), Manga-Zeichner

## Angrenzende Städte und Gemeinden
- Kurihara
- Ishinomaki
- Ōsaki
- Ichinoseki